# 476년

## 연호
- 유송(劉宋) 원휘(元徽) 4년
- 북위(北魏) 연흥(延興) 6년 / 승명(承明) 원년

## 기년
- 유송(劉宋) 후폐제(後廢帝) 4년
- 북위(北魏) 효문제(孝文帝) 6년
- 신라(新羅) 자비 마립간(慈悲麻立干) 19년
- 고구려(高句麗) 장수왕(長壽王) 64년
- 백제(百濟) 문주왕(文周王) 2년

## 사건
- 9월 4일 - 로마 제국, 용병대장 오도아케르에 의해 로물루스 아우구스투스 황제가 폐위됨. 서로마의 상실